# Batracomorphus santosjuniori
Batracomorphus santosjuniori är en insektsart som beskrevs av Rauno E. Linnavuori och Quartau 1975. Batracomorphus santosjuniori ingår i släktet Batracomorphus och familjen dvärgstritar. Inga underarter finns listade i Catalogue of Life.